# Библиотека Честера Битти
Библиотека Честера Битти (ирл. Leabharlann Chester Beatty, англ. Chester Beatty Library) — библиотека и музей в Дублине.
Здесь представлена обширная коллекция античных и средневековых рукописей, старопечатных книг и произведений искусства, как культового, так и светского. Многие экспонаты — ближне- и дальневосточного происхождения. Библиотека имеет много уникальных документов по истории Древнего Египта, ранние рукописи Библии и Корана. Основу фондов составляет частная коллекция американского промышленника Альфреда Честера Битти.
Музей был основан в 1950 году, с 2000 года он находится в Дублинском замке.
В 2002 году получил звание «Европейский музей года».

## Коллекция
Временные рамки коллекции составляют от 2700 года до н. э. и до современности.
В Западном отделе представлены библейские тексты на папирусе II—IV веков, среди которых очень ранние тексты Евангелий и Деяний апостолов, письма святого Павла, целый ряд очень ранних фрагментов Нового Завета. Кроме того, отдел имеет много армянских и западноевропейских рукописей эпохи Средневековья и времён Возрождения, а также инкунабулы и старопечатные книги. Здесь хранится также уникальное по размерам и значению собрание манихейских источников.
Исламская коллекция насчитывает 6 000 письменных документов, каллиграфов и рисунков, а также уникальное собрание из 260 полных и фрагментарных копий Корана, некоторые из которых относятся к концу VIII века. Некоторые экземпляры Корана выполнены ведущими каллиграфами исламского мира.
В восточноазиатском отделе представлено большое количество альбомов и свитков из Китая, большая коллекция нефритовых книг из императорского двора Китая и коллекция текстильных и других декоративно-прикладных изделий, например, коллекция из 950 китайских табакерок.
Япония представлена иллюстрированными книгами по древней японской столице Нара, а также многочисленными работами японских художников XVII—XIX веков, среди которых произведения Хокусая и Хиросигэ.
В фонды отдела входит большое количество тибетских буддистских рукописей, рукописей из Таиланда, Бирмы, Монголии, а также джайнистских, индуистских и сикхских книги из Индии, Шри-Ланки и Непала. Кроме того, фондам отдела принадлежат священные книги народности батаки с острова Суматра.